# ジャン・ティエカン
ジャン・ティエカン（中国語: 张铁泉、英語: Zhang Tiequan、1978年7月25日 - ）は、中国の男性総合格闘家。内モンゴル自治区出身。チャイナ・トップチーム所属。ブラジリアン柔術黒帯。散打黒帯。ジャン・タイクァン、ヂャン・ティェカンとも表記される。

## 来歴
1999年に散打を始めた。
2005年11月6日、Art of Warで総合格闘技デビュー。
2010年6月24日、香港で開催されたLFCでダニエル・ディグビーと対戦し、ネッククランクによる一本勝ちを収めデビュー以来13連勝となった。

### WEC
2010年9月30日、WEC初参戦となったWEC 51でパブロ・ガーザと対戦し、ギロチンチョークによる一本勝ちを収めデビュー以来14連勝となった。
2010年12月16日、WEC最終興行WEC 53でダニー・ダウンズと対戦し、0-3の判定負けを喫しデビュー以来の連勝は14で止まった。

### UFC
2011年2月27日、WEC統合によるUFC初参戦となったUFC 127でジェイソン・ラインハートと対戦し、開始48秒、ギロチンチョークによる一本勝ちを収めた。階級をフェザー級に下げてのUFC参戦となった。
2011年10月8日、UFC 136でダレン・エルキンスと対戦し、0-3（27-30、26-30、27-30）の判定負けを喫した。
2012年2月26日、日本開催となったUFC 144で田村一聖と対戦し、右フックによる失神KO負けを喫しUFC2連敗となった。当初はレオナルド・ガルシアと対戦予定であったがガルシアの負傷欠場により対戦相手が変更された。

## 戦績
| 総合格闘技 戦績 | 総合格闘技 戦績 | 総合格闘技 戦績 | 総合格闘技 戦績 | 総合格闘技 戦績 | 総合格闘技 戦績 | 総合格闘技 戦績 |
| --------------- | --------------- | --------------- | --------------- | --------------- | --------------- | --------------- |
| 18 試合         | (T)KO           | 一本            | 判定            | その他          | 引き分け        | 無効試合        |
| 15 勝           | 3               | 12              | 0               | 0               | 0               | 0               |
| 4 敗            | 1               | 0               | 3               | 0               | 0               | 0               |

| 勝敗 | 対戦相手                 | 試合結果                           | 大会名                                   | 開催年月日     |
| ×    | ジョン・タック           | 5分3R終了 判定0-3                  | UFC on Fuel TV 6: Franklin vs. Le        | 2012年11月10日 |
| ×    | 田村一聖                 | 2R 0:32 KO（右フック）             | UFC 144: Edgar vs. Henderson             | 2012年2月26日  |
| ×    | ダレン・エルキンス       | 5分3R終了 判定0-3                  | UFC 136: Edgar vs. Maynard 3             | 2011年10月8日  |
| ○    | ジェイソン・ラインハート | 1R 0:48 ギロチンチョーク           | UFC 127: Penn vs. Fitch                  | 2011年2月27日  |
| ×    | ダニー・ダウンズ         | 5分3R終了 判定0-3                  | WEC 53: Henderson vs. Pettis             | 2010年12月16日 |
| ○    | パブロ・ガーザ           | 1R 2:26 ギロチンチョーク           | WEC 51: Aldo vs. Gamburyan               | 2010年9月30日  |
| ○    | ダニエル・ディグビー     | 1R 0:30 ネッククランク             | Legend Fighting Championship 2           | 2010年6月24日  |
| ○    | カロイ・バドゥリア       | 1R 4:21 腕ひしぎ十字固め           | URCC 15: Onslaught                       | 2009年11月21日 |
| ○    | ヂュー・ヤンロン         | 1R 1:06 チキンウィングアームロック | Ultimate Martial Arts Combat             | 2009年4月18日  |
| ○    | Arthit Hanchana          | 2R 2:46 三角絞め                   | Xian Sports University: Ultimate Wrestle | 2009年1月10日  |
| ○    | カロイ・バドゥリア       | 1R 3:03 フロントチョーク           | URCC 13: Indestructible                  | 2008年11月22日 |
| ○    | Malik Arash Mawlayi      | 1R 8:48 ギブアップ（パンチ連打）   | AOW 10: Final Conflict                   | 2007年12月23日 |
| ○    | エリク・カルセス         | 1R 0:49 アンクルホールド           | AOW 9: Fists of Fury                     | 2007年11月25日 |
| ○    | キム・スン・ヒー         | 1R 1:39 三角絞め                   | AOW 8: Worlds Collide                    | 2007年9月22日  |
| ○    | Shashi Sathe             | 1R 3:57 TKO（パンチ連打）          | AOW 6                                    | 2007年5月26日  |
| ○    | De Gi Ji Ri Hu           | 1R 1:04 KO（パンチ）               | AOW 5                                    | 2007年3月31日  |
| ○    | コン・ユンタオ           | 1R 0:59 チョークスリーパー         | AOW 4                                    | 2006年12月22日 |
| ○    | サルバドール・ドマシアン | 1R 4:48 TKO（パンチ連打）          | URCC 7: The Art of War                   | 2005年12月10日 |
| ○    | ザオ・ユン・フェイ       | チョーク                           | AOW 1                                    | 2005年11月6日  |